# Bidessus sodalis
Bidessus sodalis är en skalbaggsart som beskrevs av Guignot 1939. Bidessus sodalis ingår i släktet Bidessus och familjen dykare. Inga underarter finns listade i Catalogue of Life.